# Bürgermeister-Fischer-Straße (Augsburg)

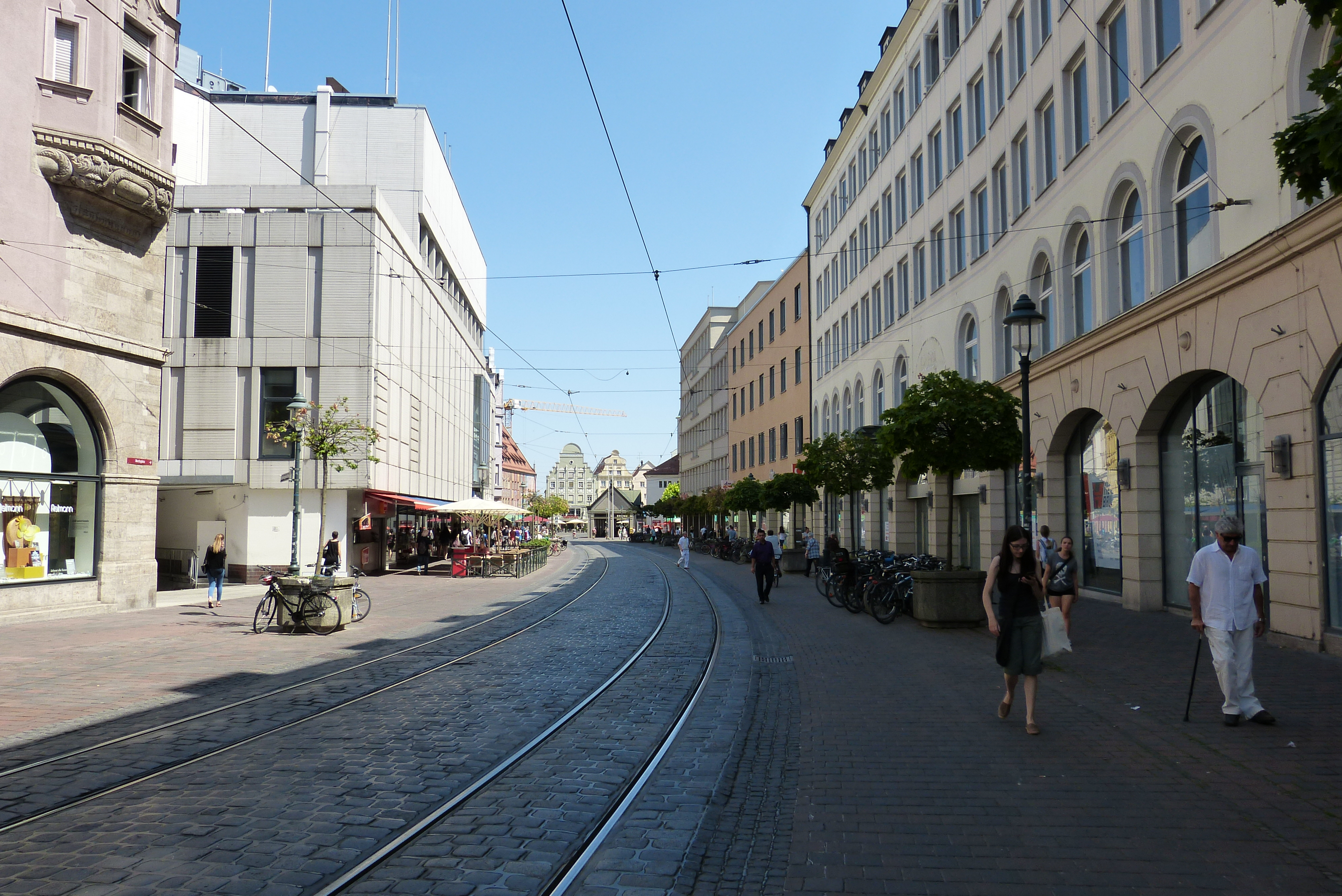
Die Bürgermeister-Fischer-Straße in Augsburg (Blickrichtung Osten)

Die Bürgermeister-Fischer-Straße liegt in der Augsburger Innenstadt und verbindet den Königsplatz mit dem Moritzplatz. In ihrem Verlauf mündet das schmale Färbergäßchen von Norden her ein. Benannt ist die Straße nach dem ehemaligen Bürgermeister Ludwig von Fischer (1832–1900).

## Geschichte
Ende des 19. Jahrhunderts sprachen sich Bürger und Politiker dafür aus, eine direkte Ost-West-Verbindung zwischen der Maximilianstraße und dem Bahnhof im Westen der Stadt zu schaffen. So begann man ab 1897 mit der Planung eines Durchbruchs zwischen dem Königsplatz und dem Moritzplatz. Nach dem Beschluss im Stadtrat 1903 begannen die Arbeiten. Insgesamt 17 Haupt-, vier Rück- und zahlreiche Nebengebäude wurden bis 1906 abgebrochen. Darunter befand sich auch die 1545 erbaute Schrannenhalle und das Degmairsche Anwesen.
In den darauffolgenden Jahren entstanden sowohl auf der Südseite als auch auf der Nordseite große Wohn- sowie Geschäftshäuser und die Bürgermeister-Fischer-Straße verwandelte sich so zu einer zentralen Einkaufsstraße. Die Gebäude sind zum Teil als Baudenkmäler in der Bayerischen Denkmalliste eingetragen. Besonders erwähnenswert sind das Riegelehaus sowie der Königsbau am westlichen Beginn der Bürgermeister-Fischer-Straße.
1979 wurde die Straße für den motorisierten Individualverkehr gesperrt und in die Fußgängerzone integriert.